# 许鸿宾 (1883年)
许鸿宾（1883年—1967年），男，浙江嘉兴人，中国昆曲曲师、笛师、民间音乐家。曾任浙江省文史研究馆馆员。

## 家庭
父亲许少岩。